# Elias Koteas
Elias Koteas (görögül: Ηλίας Κοτέας) (Montréal, 1961. március 11. –) kanadai színész.
Ismertebb alakítása Alvin "Al" Olinsky a Chicago-franchise televíziós sorozataiban, főként 2014–2024 között a Bűnös Chicago epizódjaiban. 
Az 1990-es évek elején a Tini nindzsa teknőcök (1990) és a Tini nindzsa teknőcök 3. (1993) című filmekben alakította Casey Jonest. 2002-ben az Ararát című film mellékszereplőjeként nyerte el az Academy of Canadian Cinema & Television díját.

## Filmográfia

### Film
| Év   | Magyar cím                                        | Eredeti cím                         | Szerep                                  | Magyar hang            |
| ---- | ------------------------------------------------- | ----------------------------------- | --------------------------------------- | ---------------------- |
| 1985 | Varázslatos karácsony                             | One Magic Christmas                 | Eddie                                   | Csengeri Attila        |
| 1987 | Valami kis szerelem                               | Some Kind of Wonderful              | Duncan                                  | Csőre Gábor            |
| 1987 | A fájdalom kövei                                  | Gardens of Stone                    | Pete Deveber                            |                        |
| 1988 | Tucker, az autóbolond                             | Tucker: The Man and His Dream       | Alex Tremulis                           | Juhász György          |
| 1988 | Holdfény az öböl felett                           | Full Moon in Blue Water             | Jimmy                                   |                        |
| 1988 | Borotvaélen                                       | Malarek                             | Victor Malarek                          | Sztarenki Pál          |
| 1989 | Vérvörös nap (Vörös vér)                          | Blood Red                           | Silvio                                  | Bor László             |
| 1989 | Zabolátlan szeretők                               | Friends, Lovers & Lunatics          | Davey                                   | Incze József           |
| 1990 | Tini nindzsa teknőcök                             | Teenage Mutant Ninja Turtles        | Casey Jones                             | Széles László          |
| 1990 | Külvárosi álmok                                   | Backstreet Dreams                   | Wizard                                  |                        |
| 1990 | A félelem órái                                    | Desperate Hours                     | Wally Bosworth                          | Pusztaszeri Kornél     |
| 1990 | A félelem órái                                    | Desperate Hours                     | Wally Bosworth                          | Schmied Zoltán         |
| 1990 | A félelem órái                                    | Desperate Hours                     | Wally Bosworth                          | Breyer Zoltán          |
| 1990 | Nicsak, ki beszél még!                            | Look Who's Talking Too              | Stuart Jensen                           | Gáspár Sándor          |
| 1990 | Botcsinálta angyal                                | Almost an Angel                     | Steve Garner                            | Szabó Sipos Barnabás   |
| 1991 | A kárbecslő                                       | The Adjuster                        | Noah Render                             | Csankó Zoltán          |
| 1992 |                                                   | Chain of Desire                     | Jesus                                   |                        |
| 1993 | Tini nindzsa teknőcök 3. – Kiből lesz a szamuráj? | Teenage Mutant Ninja Turtles III    | Casey Jones                             | Végh Péter             |
| 1993 | Tini nindzsa teknőcök 3. – Kiből lesz a szamuráj? | Teenage Mutant Ninja Turtles III    | Whit                                    | Juhász György          |
| 1993 | Cyborg 2. – Üvegárnyék                            | Cyborg 2                            | Colton Ricks                            | Szakácsi Sándor        |
| 1993 | Cyborg 2. – Üvegárnyék                            | Cyborg 2                            | Colton Ricks                            | Lux Ádám               |
| 1994 |                                                   | Exotica                             | Eric / DJ                               |                        |
| 1994 |                                                   | Camilla                             | Vincent Lopez                           |                        |
| 1995 | Angyalok háborúja                                 | The Prophecy                        | Thomas Dagget                           | Csankó Zoltán          |
| 1995 | Teljes felhatalmazás                              | Power of Attorney                   | Paul Dellacroce                         |                        |
| 1996 | Karambol                                          | Crash                               | Vaughan                                 | Dörner György          |
| 1996 |                                                   | Hit Me                              | Sonny Rose                              |                        |
| 1997 | Gattaca                                           | Gattaca                             | Antonio Freeman                         | Rosta Sándor           |
| 1998 | Letaszítva                                        | Fallen                              | Edgar Reese                             | Zágoni Zsolt           |
| 1998 | Letaszítva                                        | Fallen                              | Edgar Reese                             | Schnell Ádám           |
| 1998 | Stephen King: Az eminens                          | Apt Pupil                           | Archie                                  | Breyer Zoltán          |
| 1998 | A csók                                            | Living Out Loud                     | A Csókos                                | Dimulász Miklós        |
| 1998 | Az őrület határán                                 | The Thin Red Line                   | Staros százados                         | Kaszás Attila          |
| 1998 |                                                   | Divorce: A Contemporary Western     | Matt                                    |                        |
| 2000 | A Kék Iguána bár                                  | Dancing at the Blue Iguana          | Sully                                   |                        |
| 2000 | A felejtés virágai                                | Harrison's Flowers                  | Yeager Pollack                          | Rosta Sándor           |
| 2000 | Sátáni játszma                                    | Lost Souls                          | John Townsend                           | Kerekes József         |
| 2001 | Novocaine                                         | Novocaine                           | Harlan Sangster                         | Németh Gábor           |
| 2002 | Az igazság nevében                                | Collateral Damage                   | Peter Brandt                            | Haás Vander Péter      |
| 2002 | Ararát                                            | Ararat                              | Ali / Jevdet Bay                        |                        |
| 2002 | S1m0ne                                            | Simone                              | Hank Aleno (stáblistán nem szerepel)    | Csankó Zoltán          |
| 2005 | A golfbajnok (Ütős játék)                         | The Greatest Game Ever Played       | Arthur Ouimet                           | Jakab Csaba            |
| 2005 |                                                   | The Big Empty (rövidfilm)           | specialista                             |                        |
| 2006 | Vérfarkasok                                       | Skinwalkers                         | Jonas Talbot                            | Rosta Sándor           |
| 2007 | Zodiákus                                          | Zodiac                              | Jack Mulanax őrmester                   | Forgács Péter          |
| 2007 | Orvlövész                                         | Shooter                             | Jack Payne                              | Háda János             |
| 2007 |                                                   | Prisoner                            | Jailer                                  |                        |
| 2007 | Lány a parkban                                    | The Girl in the Park                | Raymond                                 | Orosz István           |
| 2008 | Két szerető                                       | Two Lovers                          | Ronald Blatt                            | Rosta Sándor           |
| 2008 | Sötét utcák                                       | Dark Streets                        | A hadnagy                               |                        |
| 2008 | Benjamin Button különös élete                     | The Curious Case of Benjamin Button | Monsieur Gateau                         | Csuha Lajos            |
| 2009 | Kísértetjárás Connecticutban                      | The Haunting in Connecticut         | Popescu tiszteletes                     | Rosta Sándor           |
| 2009 | Véres monszun                                     | I Come with the Rain                | Hasford                                 |                        |
| 2009 | Defendor – A Véderő                               | Defendor                            | Chuck Dooney                            | Rosta Sándor           |
| 2009 | Negyedik típusú találkozások                      | The Fourth Kind                     | Abel Campos                             | Jakab Csaba            |
| 2010 | A gyilkos bennem él                               | The Killer Inside Me                | Joe Rothman                             | Rosta Sándor           |
| 2010 |                                                   | 3 Backyards                         | John                                    |                        |
| 2010 | Viharsziget                                       | Shutter Island                      | Andrew Laeddis                          | Háda János             |
| 2010 |                                                   | My Own Love Song                    | Dean                                    |                        |
| 2010 |                                                   | Die                                 | Mark Murdock                            |                        |
| 2010 | Engedj be!                                        | Let Me In                           | A rendőr                                |                        |
| 2011 |                                                   | Winnie Mandela                      | Major de Vries                          |                        |
| 2011 | Álmok otthona                                     | Dream House                         | Boyce                                   | Rosta Sándor           |
| 2011 | Kalandférgek karácsonya                           | A Very Harold & Kumar 3D Christmas  | Sergei Katsov                           | Jakab Csaba            |
| 2013 | Mars – Az utolsó napok                            | The Last Days on Mars               | Charles Brunel                          | Koncz István           |
| 2013 | Szemfényvesztők                                   | Now You See Me                      | Lionel Shrike (stáblistán nem szerepel) |                        |
| 2013 | Ördöglakat                                        | Devil's Knot                        | Jerry Driver                            | Horváth-Töreki Gergely |
| 2013 | Jake a négyzeten                                  | Jake Squared                        | Jake Klein                              |                        |
| 2017 |                                                   | My Days of Mercy                    | Simon Moro                              |                        |
| 2022 | Kenyértörés                                       | The Baker                           | Vic                                     |                        |
| 2023 |                                                   | Janet Planet                        | Avi                                     |                        |
| 2024 |                                                   | The Silent Planet                   | Theodore                                |                        |

### Televízió
| Év              | Magyar cím                      | Eredeti cím                           | Szerep                          | Megjegyzések                                                |
| --------------- | ------------------------------- | ------------------------------------- | ------------------------------- | ----------------------------------------------------------- |
| 1985            | Terápia                         | Private Sessions                      | Johnny O'Reilly                 | tévéfilm                                                    |
| 1988            |                                 | Crime Story                           | Jerry Travers                   | 1 epizód                                                    |
| 1988            |                                 | Onassis: The Richest Man in the World | Arisztotélisz Onászisz fiatalon | tévéfilm                                                    |
| 1995            |                                 | Sugartime                             | Butch Blasi                     | tévéfilm                                                    |
| 2001            | Szívszakító                     | Shot in the Heart                     | Gary Gilmore                    | tévéfilm                                                    |
| 2002            | Maffiózók                       | The Sopranos                          | Dominic Palladino               | 1 epizód                                                    |
| 2004            |                                 | Traffic                               | Mike McKay                      | minisorozat (3 epizód)                                      |
| 2005–2006       | Amerikai fater                  | American Dad!                         | Jim (hangja)                    | 2 epizód                                                    |
| 2006            | Kötelező ítélet                 | Conviction                            | Mike Randolph                   | 1 epizód                                                    |
| 2006            | Doktor House                    | House                                 | Jack Moriarty                   | 1 epizód                                                    |
| 2008            | CSI: New York-i helyszínelők    | CSI: NY                               | Joe / Douglas Anderson          | 2 epizód                                                    |
| 2009            |                                 | Saving Grace                          | William Drugh                   | 1 epizód                                                    |
| 2011            | Combat Hospital – A frontkórház | Combat Hospital                       | Xavier Marks ezredes            | 13 epizód                                                   |
| 2012            | Felejthetetlen                  | Unforgettable                         | Sam Rhodes                      | 1 epizód                                                    |
| 2013            | Gyilkosság                      | The Killing                           | James Skinner                   | 11 epizód                                                   |
| 2013–2017       | Lángoló Chicago                 | Chicago Fire                          | Alvin "Al" Olinsky              | 4 epizód                                                    |
| 2014–2018; 2024 | Bűnös Chicago                   | Chicago P.D.                          | Alvin "Al" Olinsky              | - főszereplő (186 epizód) - vendégszereplő (1 epizód, 2024) |
| 2016–2018       | Chicago Med                     | Chicago Med                           | Alvin "Al" Olinsky              | 3 epizód                                                    |
| 2017            |                                 | Chicago Justice                       | Alvin "Al" Olinsky              | 1 epizód                                                    |
| 2021            | Góliát                          | Goliath                               | Tom True                        | visszatérő szerep (4. évad)                                 |
| 2021            |                                 | Guilty Party                          | Charles "Tuna" Billingham       | 3 epizód                                                    |

## Fordítás
- Ez a szócikk részben vagy egészben  az   Elias Koteas című angol Wikipédia-szócikk ezen változatának fordításán alapul.  Az eredeti cikk szerkesztőit annak laptörténete sorolja fel. Ez a jelzés csupán a megfogalmazás eredetét és a szerzői jogokat jelzi, nem szolgál a cikkben szereplő információk forrásmegjelöléseként.